# Горни Стаевац
Горни Стаевац, още Стаевци или Стаевце (на сръбски: Горњи Стајевац или Gornji Stajevac), е село в община Търговище, Пчински окръг, Сърбия.

## История
В края на XIX век Долни Стаевац е село в Прешевска кааза на Османската империя. Според статистиката на Васил Кънчов („Македония. Етнография и статистика“) от 1900 година Стайовци е населявано от 3100 жители българи християни. Според патриаршеския митрополит Фирмилиан в 1902 година в Стайовце  има 250 сръбски патриаршистки къщи. По данни на секретаря на Българската екзархия Димитър Мишев („La Macédoine et sa Population Chrétienne“) в 1905 година в Стайовци (Stayovtzi) има 1760 българи патриаршисти сърбомани и в селото работят две сръбски училища с двама учители.
В 2002 година в селото живеят 160 жители сърби.

## Население
- 1948- 848
- 1953- 872
- 1961- 740
- 1971- 601
- 1981- 396
- 1991- 221